# باتريسيو لوستاو
باتريسيو لوستاو (بالإسبانية: Patricio Loustau Rojas)‏ (المولود 1975) هو حكم كرة قدم أرجنتيني. شارك لوستاو في تصفيات كأس العالم لكرة القدم 2014 بالإضافة إلى نهائيات كوبا أمريكا المئوية. ويعمل لوستاو كحكم دولي لدى الفيفا منذ 2011. والده خوان كارلوس لوستاو هو حكم كرة قدم متقاعد.

## روابط خارجية
- باتريسيو لوستاو على موقع Soccerway.com (الإنجليزية)